# Spetykó Gáspár
Spetykó Gáspár (Gyöngyös, 1816. január 6. – Gyöngyös, 1865. október 18.) magyar költő, író. Írói álneve: Avar.  A Mátra-vidék költőjének tartotta magát; tájverseket írt, a petőfieskedők modorában. Gyöngyösön zenei és műkedvelő társaságot szervezett, a város helytörténetét kutatta.

## Életpályája
Iskoláit részben Gyöngyösön, részben Fejérváron, Szegeden, Pesten és Egerben végezte. 1835-ben Szécsényben volt ferences novícius, de már egy év múlva elhagyta a rendet. Már mint tanuló több költeményt írt a Regélőnek, a Honművésznek, a Társalkodónak és az Athenaeumnak. 1841-től jogot tanult. 1845-ben tett ügyvédi vizsgát, ezt követően mint ügyvéd működött Gyöngyösön. 1848-ban városi ügyész volt Gyöngyösön. A szabadságharc alatt nemzetőr volt. Hazafias magatartásáért a Bach-kormány idején (1852 és 1860 között) eltiltották ügyvédi hivatása gyakorlásától.

## Emlékezete
Nevét utcanév idézi.

## Művei
- 1854-ben Gyöngyvirágok címen adott ki Pesten egy kötet költeményt, amelyben a mátravidéki népszokásokat az ottani tájbeszéd szerint eredeti dalokban ismertette.
- Összes költeményei és prózai dolgozatai ifj. Káplány József kiadásában jelentek meg Gyöngyösön, 1883-ban.
- Kéziratban maradt Világosi kincsásók című színműve.